# 15ª Legione CC.NN. d'Assalto "Leonessa"
La 15ª Legione CC.NN. d'Assalto "Leonessa" è stata un'unità militare della Milizia Volontaria Sicurezza Nazionale (MVSN) aggregata durante i conflitti ad unità del Regio Esercito Italiano.

## Storia

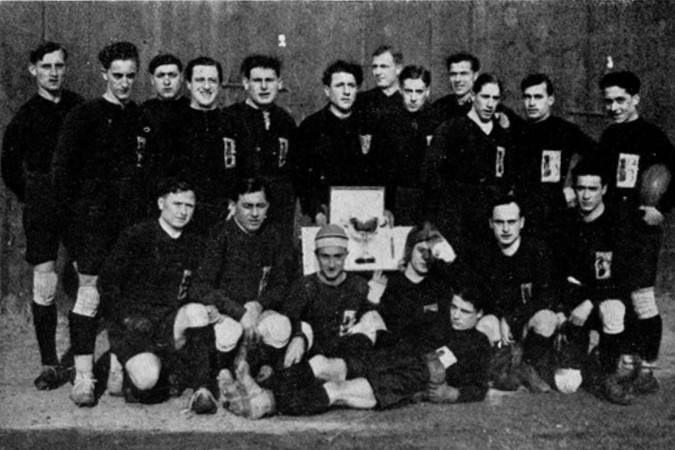
La formazione di rugby della XV legione Leonessa nel 1929

Con l’assegnazione aĺla MVSN di compiti più specificamente militari e con la creazione dei battaglioni di Camicie Nere, dal 1 settembre 1929 per la 15ª Legione CC.NN. "Leonessa" di Brescia fu previsto un battaglione CC.NN.
In occasione della guerra d'Etiopia la 14ª Legione CC.NN "Garibaldina" di Bergamo e la 15ª Legione CC.NN. "Leonessa" di Brescia costituirono nel 1935 la 114ª Legione CC.NN. "Garibaldina".

### La guerra d'Etiopia
La 14ª Legione e la 15ª Legione CC.NN. furono rispettivamente trasformate nel 114º Battaglione CC.NN. Bergamo al comando del seniore Enrico Morali e nel 115º Battaglione CC.NN. Brescia al comando del seniore Giuseppe Busalacchi. I due battaglioni costituirono quindi la 114ª Legione CC.NN. "Garibaldina" posta al comando del console della MVSN Giovanni Ricciotti.
Insieme alla 80ª Legione CC.NN. "Alessandro Farnese" e alla 116ª Legione CC.NN. "Alpina" costituì la 2ª Divisione CC.NN. "28 ottobre". Nel maggio 1935 svolsero l'addestramento a Formia.
Inquadrata nella Divisione "28 ottobre" la 114ª legione, con l'inizio delle operazioni militari in Etiopia il 3 ottobre 1935, di concerto con il XXV Battaglione eritreo, occupò il passo di Edagà Hamus a circa 3000 metri d'altezza. Il 9 ottobre la legione accolse il degiac Hailè Sellasiè Gugsà, signore del Tigrai occidentale, che era giunto da Macallè con una colonna di propri uomini per sottomettersi al governo italiano.
Dopo una sosta di una ventina di giorni il 1º novembre la 28 ottobre riprese la marcia verso sud e attestandosi su passo Dogheà. Il 3 dicembre presso Debrì quattro camicie nere della sussistenza furono sorprese da armati abissini e uccisi. Il 5 successivo la 114ª legione fu incaricata insieme al XXV eritreo della rappresaglia contro il villaggio che fu dapprima bombardato in seguito attaccato.
Il 9 dicembre la Divisione "28 ottobre" fu posta riserva e sostituita dalla Divisione "Sila".
La "28 ottobre" fu poi impiegata nella prima offensiva del Tembien e il 2 gennaio intraprese la marcia attraverso il Tigrai. Il 5 fu raggiunta Abarò e avvennero i primi scontri che impegnarono la "Farnese" posta in retroguardia. Nella serata la divisione si frazionò e la 114ª rimase di presidio lungo la linea delle operazioni, la 116ª ad Addi Zubaha e la 180ª a passo Uarieu dove il 21 gennaio fu investita dall'controffensiva etiopica. L'assedio posto alle camicie nere a passo Uaerieu fu spezzato dalla colonna di soccorso della 2ª Divisione eritrea.

#### La presa del Uork Amba

Il console della 114ª legione Giovanni Ricciotti

Con l'inizio delle operazioni della seconda offensiva del Tembien la 28 ottobre fu divisa in due colonne. La 114ª legione costituì la colonna di sinistra posta al comando del console Ricciotti. Il primo obiettivo della colonna guidata da Ricciotti fu la conquista dei due picchi dell'Uork Amba che erano presidiati dalle forze etiopiche.
L'azione studiata per dieci giorni, per quanto riguardava il picco nord, fu guidata dal capomanipolo Tito Polo alla testa di sessanta camicie nere, esperti rocciatori, scelti tra volontari della 114ª e 116ª legione e venti ascari che portarono con sé anche tre mitragliatrici pesanti.
Partiti dal fortino "Valcarenghi", i rocciatori raggiunsero la cima nord, dopo una scalata notturna alle 6 del mattino, mentre la parete sud fu conquistata dagli alpini del VII° Battaglione. Giunti sulla cima i rocciatori delle CC.NN. iniziarono ad issare le mitragliatrici ma furono presto scoperti e attaccati dagli etiopi che furono però respinti con le bombe a mano. Nel corso della giornata gli etiopici tentarono inutilmente di liquidare l'avamposto italiano che si trovava in posizione più elevata. Negli scontri caddero i centurioni Guido Paglia e Romolo Galassi, il caposquadra Alessandro Paoli, la camicia nera Francesco Di Benedetto oltre Filippo Freda che furono tutti decorati con la medaglia d'oro al valor militare. Nel pomeriggio un plotone di mitraglieri riuscì ad issarsi anch'esso sul costone e a completare così la conquista delle posizioni.

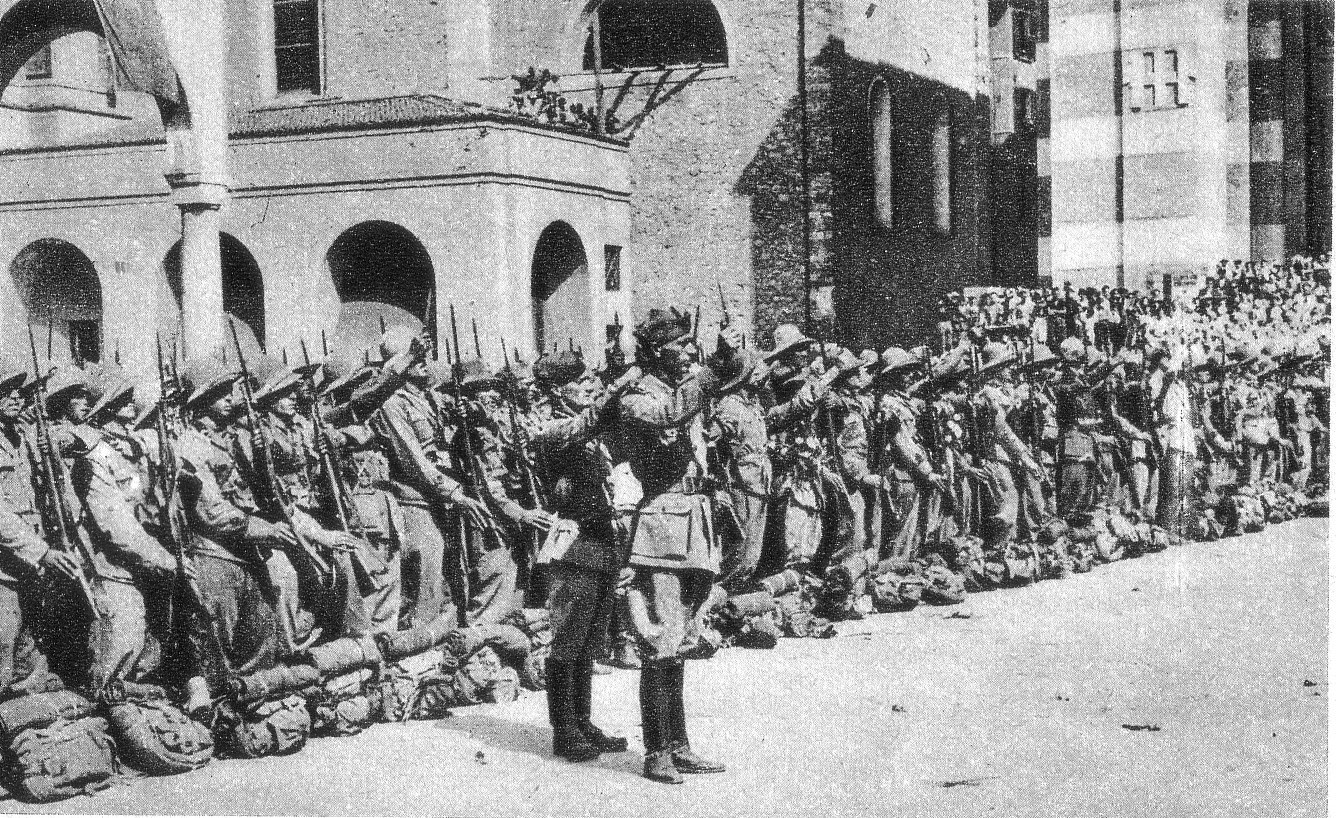
Il battaglione "Leonessa" passato in rassegna a Brescia il 17 agosto 1936

Con la conclusione della seconda battaglia del Tembien tutta la Divisione "28 ottobre" rimase di presidio nel Tembien finché, con la conclusione della guerra d'Etiopia nell'agosto fu rimpatriata. La 114ª Legione CC.NN. "Garibaldina" rientrò in Italia a bordo del piroscafo Lombardia. Sbarcata nel porto di Genova sfilò per le strade cittadine.

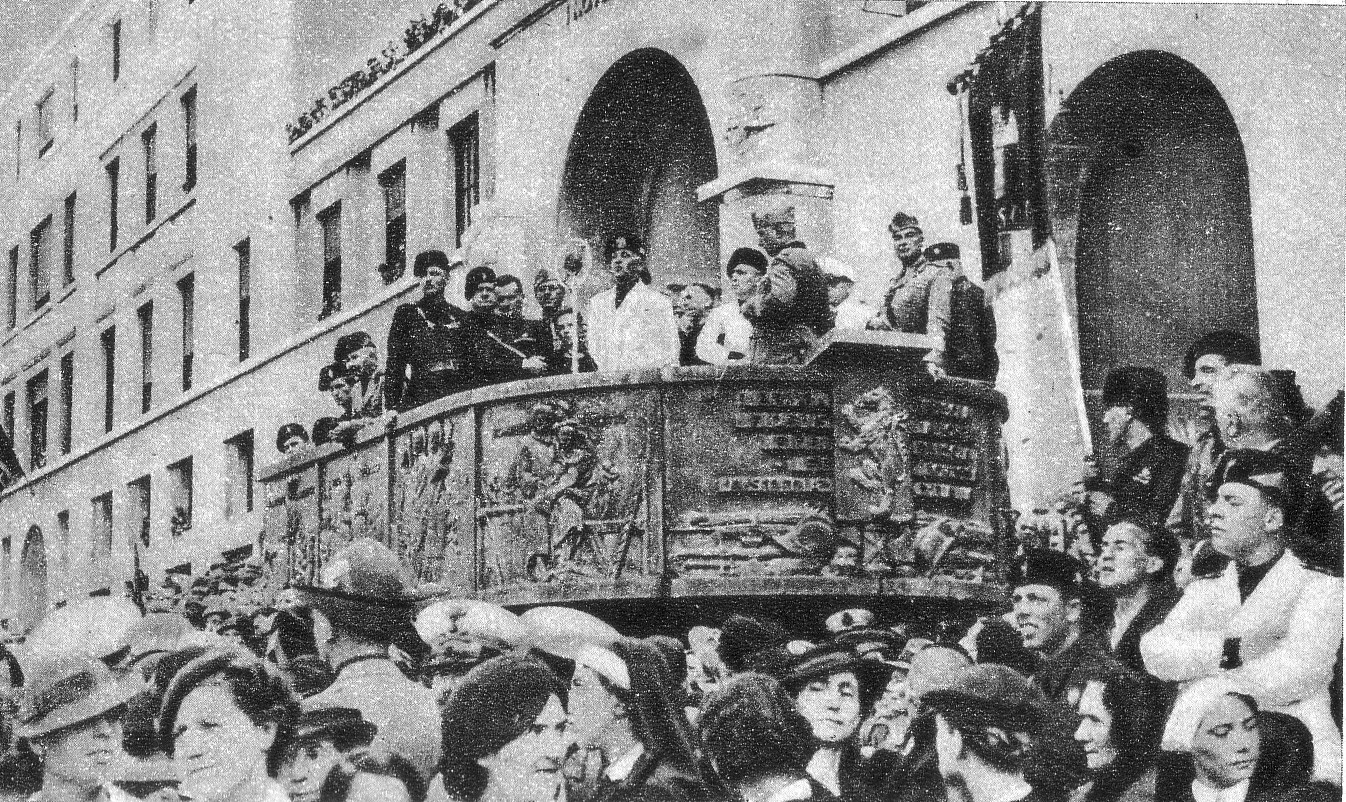
Il console Carlo Malavasi si rivolge al battaglione "Leonessa" dall'Arengario di Piazza Vittoria a Brescia il 17 agosto 1936

Il 17 agosto i due battaglioni, a bordo di treni speciali, raggiunsero le rispettive città di provenienza Brescia e Bergamo. Al battaglione Brescia nella stessa giornata giunse dal Vittoriale degli italiani un messaggio di congratulazioni da parte di Gabriele D'Annunzio con il quale donava al battaglione anche due delle sue medaglie africane Teneo Te Africa, una per il generale Umberto Somma e una per i caduti bresciani.

### La seconda guerra mondiale
Con la seconda guerra mondiale, in occasione dell'inizio della Battaglia delle Alpi Occidentali fu mobilitato il solo 15º Battaglione CC.NN. "Leonessa" di Brescia che fu inquadrato nella 7ª Divisione fanteria "Lupi di Toscana".

#### La campagna di Grecia
Il 14º Battaglione CC.NN. Bergamo, ora al comando del seniore Carlo Aliata e il 15º Battaglione CC.NN. Brescia con il nuovo seniore Rodolfo Cossandi, che già avevano formato la 114ª Legione CC.NN. "Garibaldina" durante la guerra d'Etiopia furono nuovamente mobilitati costituendo stavolta la 15ª Legione CC.NN. d'Assalto "Leonessa".
In questo caso fu assunta la numerazione e la denominazione del battaglione bresciano al posto di quello bergamasco. In attesa della partenza per il fronte il reparto da Brescia si trasferì con una marcia di addestramento agli acquartieramenti nel castello di Lonato, all'epoca ancora caserma.
L'assedio di Bregu Scialesit
Il 24 gennaio 1941 l'intera legione iniziò il trasferimento in Albania a Durazzo per poi proseguire a Berati.
Il 31 gennaio fu brevemente assegnata alla 51ª Divisione fanteria "Siena" e poi nel febbraio alla 24ª Divisione fanteria "Pinerolo" che ne dispiegò entrambi i battaglioni della "Leonessa" a Bregu Scialesit dove era in corso un duro attacco greco. 14º Battaglione raggiunse presto la linea sostituendo le esauste forze presenti; Immediatamente impiegato in combattimento il 14º Battaglione del "Leonessa" registrò nella stessa giornata 9 caduti di cui 3 ufficiali.
Il 15º Battaglione inviato la sera stessa, sotto la pioggia, perse la strada e raggiunse la linea solo il mattino del 5 febbraio venendo anch'esso immediatamente impiegato in combattimento. Gli assalti greci continuarono anche i giorni seguenti e un contrattacco italiano effettuato il 7 febbraio fallì e furono gravemente feriti i centurioni Giovanni Cadè che guidava la 2ª compagnia e Giuseppe Pesenti Gritti che fu decorato con la medaglia d'oro al valor militare sul campo. Per alleggerire la posizione fu impiegata la 105ª Legione in un attacco che però fallì. Il 9 febbraio i greci attaccarono frontalmente le posizioni italiane venendo però respinti e subendo numerose perdite. Un nuovo poderoso attacco greco, preceduto da un bombardamento, fu scatenato l'11 febbraio che anche questa volta fu respinto. Cadde il centurione Francesco Manassero che fu proposto per la medaglia d'oro. Dopo diversi giorni di pioggia gli italiani poterono preparare il primo rancio caldo. Nuovi attacchi greci seguirono il 12 e il 13 febbraio. La sera del 13 la "Leonessa" ottenne il cambio da parte dei fanti della 59ª Divisione fanteria "Cagliari", durante il quale avvenne un ultimo attacco greco che fu nuovamente respinto.
La legione "Leonessa" dopo il cambio fu arretrata su posizioni meno esposte dove si dedicarono al rafforzamento delle difese fino al 21 febbraio quando fu inviata nelle retrovie in riposo presso la propria divisione di appartenenza. Complessivamente la 15ª Legione CC.NN. d'Assalto "Leonessa" ebbe 45 caduti di cui quattro ufficiali e 150 feriti di cui undici ufficiali.
Dal 1º marzo la legione riprese l'addestramento e il 6 fu passata in rivista da Mussolini che era in visita al fronte.
L'avanzata in Grecia
Il 20 marzo il 15º Battaglione CC.NN. di Brescia si trasferì nuovamente sul fronte dove fu rinforzato con un battaglione complementi.
Seguirono alcune giornate con scaramucce e tiri di artiglieria finché il 16 riprese l'offensiva italiana e l'intera 15ª Legione "Leonessa" fu impiegata nella riconquista dei territori perduti col compito di avanzare verso il vecchio confine. Il 23 aprile la Grecia dopo essere stata attaccata anche dalle truppe tedesche si arrese e la 15 legione si attestò a nord di Chani Delvinakion.
Con la conclusione della Campagna di Grecia la legione fece ritorno in Italia. Dopo un periodo passato tra Salò e Nicastro entrambi i battaglioni della Legione "Leonessa" furono spostati a Roma dove svolsero l'addestramento per essere trasformati entrambi in Battaglioni M.

#### La campagna di Russia

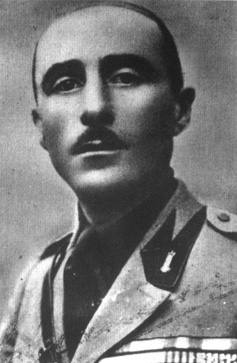
Il luogotenente generale Enrico Francisci comandante il Raggruppamento CC.NN. "23 marzo"

Il battaglione di Bergamo fu posto al comando del seniore Giacomo Comincioli e il battaglione di Brescia al comando del seniore Fortunato Albonetti.
Dopo l'addestramento a Roma i due battaglioni della 15ª Legione CC.NN. d'Assalto "Leonessa", costituirono il 1º aprile 1942 il Gruppo CC.NN "Leonessa" mantenendo il nome con cui si era distinto in Grecia. Ad essi si aggiunse il 38º battaglione Asti che proveniva dalla 38ª Legione CC.NN. "Alfieri". La 15 legione fu posta al comando del console Graziano Sardu.
Il Gruppo CC.NN "Leonessa", insieme al Gruppo CC.NN "Valle Scrivia" costituì il Raggruppamento CC.NN. "23 marzo" che, al comando del luogotenente generale Enrico Francisci, ai primi di luglio fu trasferito sul fronte russo presso Char'kov. la scelta del nome della "23 marzo" fu un omaggio a Francisci che in Spagna aveva guidato un'omonima divisione di volontari.
Il 10 luglio il "Leonessa" iniziò il trasferimento prima a Stalino per poi proseguire per Makejewka.
Con l'inizio delle prime fasi della prima battaglia difensiva del Don i reparti del Raggruppamento "23 marzo" furono impiegati separatamente e il "Leonessa" il 22 agosto inviò un gruppo tattico formato dal 14º e dal 38º battaglione, più alcune compagnie a Kussmenkoff a rinforzare la 3ª Divisione fanteria "Ravenna".
Il 10 settembre il gruppo tattico formato dal 14º battaglione assunse ufficialmente il nome di "Leonessa I", mentre il 15º battaglione fu ridenominato "Leonessa II". Lo stesso avvenne per i due battaglioni del "Valle Scrivia" che costituirono il "Valle Scrivia I" e il "Valle Scrivia II".
Il mattino dell'11 settembre i sovietici attraversarono il Don costituendo degli importanti capisaldi che minacciavano direttamente la IIª armata. Il primo gruppo tattico del "Leonessa" fu richiamato per costituire la riserva divisionale della 5ª Divisione fanteria "Cosseria" presso Dubovikof mentre il secondo gruppo tattico fu posto come riserva della "Ravenna" insieme al "Valle Scrivia I".
Il giorno seguente (12 settembre) l'intero raggruppamento, riunito sotto il comando del luogotenente generale della MVSN Enrico Francisci, fu impiegato nella sua prima azione di guerra in Russia con l'ordine di eliminare alcuni capisaldi sovietici nell'ansa di Swinjucha che si erano formati sulla sponda del Don nel settore della "Ravenna". Il contrattacco portato avanti dalla "23 marzo" ebbe successo e i sovietici furono respinti dalla riva del Don. I legionari occuparono anche l'abitato di Swininjuch. Per il successo dell'azione Francisci ottenne l'apprezzamento del generale Edoardo Nebbia che comandava la "Ravenna".
Gli scontri per Quota 192
L'11 dicembre 1942, nel settore tenuto dalla "Ravenna" iniziarono una serie di attacchi sovietici che posero in seria difficoltà il dispositivo italiano. I sovietici attraversarono in Don in diversi punti e il "Leonessa II" fu subito impiegato per tamponare il fronte presso Svinjuka nel settore della "Ravenna".
Il 12 dicembre furono in fretta richiamati i gruppi tattici delle CC.NN. "Valle Scrivia I", "Valle Scrivia II" e "Leonessa II" per aiutare a ristabilire la situazione nel settore della "Cosseria".
Il mattino del 13 dicembre fu attaccata quota 192 provocando l'intervento dei reparti dislocati a Orobinski. Nel frattempo a Orobinski fu fatto affluire il "Leonessa I" come riserva della "Cosseria" mentre il "Leonessa II", che si era già dissanguato a Svinjuka a causa di un nuovo attacco dovette rinunciare ad essere avvicendato.
Il 14 dicembre, alle 8 del mattino il seniore Albonetti guidò il "Leonessa I", pur senza l'appoggio dei carri armati attaccò quota 192 tenuta dal 555º battaglione fucilieri sovietico e da una compagnia del 747° che furono costrette a ripiegare. Fu ripreso anche il momentaneo controllo di alcuni capisaldi limitrofi che furono poi abbandonati a causa dell'arrivo di truppe nemiche fresche. A mezzogiorno il 747º battaglione sovietico contrattaccò per tre volte le posizioni italiane sulla quota ingaggiando il "Leonessa" che alle 13.50 rimase padrone del caposaldo. Nel pomeriggio il "Leonessa I" respinse un nuovo assalto russo.
Nel frattempo i resti del "Leonessa I", guidati dal seniore Comincioli dopo aver finalmente ricevuto il cambio, furono spostati a Orobinski anch'essi a disposizione della "Cosseria".
Il 15 dicembre, dopo aver fatto affluire forze fresche presso quota 192, i sovietici sferrarono un nuovo rapido attacco che portò alla conquista della posizione. Caddero negli scontri tutte le camicie nere che erano rimaste a difesa tra cui il capomanipolo Santinelli che per primo aveva raggiunto quota 192 il giorno precedente. Immediatamente fu disposto nuovamente l'impiego del "Leonessa I" per riconquistare il caposaldo e ad essi si aggiunsero anche il "Leonessa II" ricostituendo così il "Gruppo CC.NN "Leonessa"" al comando del console Graziano Sardu. I fanti della "Cosseria", insieme ai battaglioni del Gruppo CC.NN "Leonessa" per tutta la giornata portarono attacchi contro quota 192. Negli scontri caddero trenta camicie nere di cui otto ufficiali tra cui il seniore Comincioli.
Il 16 dicembre proseguirono gli attacchi italiani contro quota 192 e seppur contrastati dall'artiglieria e dall'aviazione sovietica a metà mattinata la quota era parzialmente riconquistata.
Per tutta la giornata del 17 dicembre proseguirono gli scontri a quota 192 con le camicie nere che con l'appoggio di qualche carro armato della 27. Panzer-Division e dalla fanteria tentarono inutilmente di riprendere alcuni dei capisaldi limitrofi, ma la caduta in serata di Orobinski, occupata dai carri armati sovietici, determinò l'isolamento delle camicie nere che si dovettero rinchiudere a caposaldo. Il comando diramò l'ordine di ripiegare subito dopo la mezzanotte.

#### La ritirata
Sotto il comando del console Sardu e del seniore Albonetti e Vannini gli italiani abbandonarono le posizioni nella notte del 17 dicembre raggiungendo Zapkovo alle 5.00 del mattino, che era già caduto in mani nemiche. I superstiti si aprirono la strada combattendo. Mentre i tedeschi, muniti di autocarri riuscirono a disimpegnarsi le camicie nere affrontarono la battaglia subendo numerose perdite. Negli scontri cadde il console Sardu che invitato a salvarsi su autocarro tedesco aveva rifiutato di abbandonare i propri uomini. I superstiti, quasi tutti feriti che raggiunsero Mitrofanowka nelle linee arretrate erano ridotti a quattrocento uomini.
Il "Leonessa" e il "Valle Scrivia" nuovamente riuniti nel Raggruppamento "23 marzo" e il 4 gennaio 1943, a causa delle forti perdite, furono riorganizzati in soli due battaglioni di formazione posti al comando del console Mario Bertoni che prima comandava la Legione "Valle Scrivia". Trasferiti inizialmente nei pressi di Voroshilovgrad furono poi spostati in altre località tra cui Rikowo.
Il 17 marzo furono rimpatriati.